# Wasserquelle Bel-Val

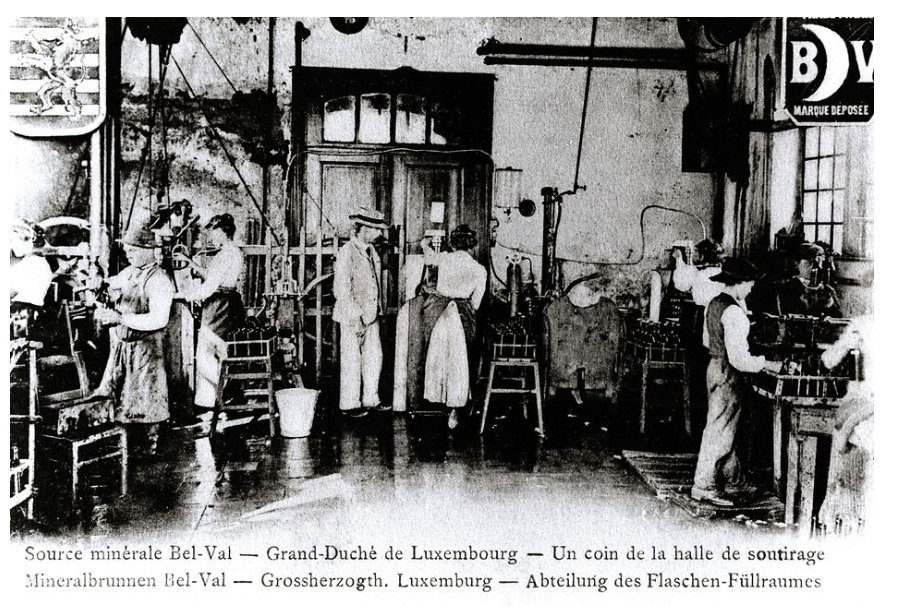
Vattenfabriken Bel-Val omkring 1907

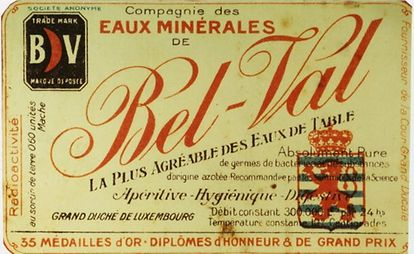
Flasketikett, före 1935

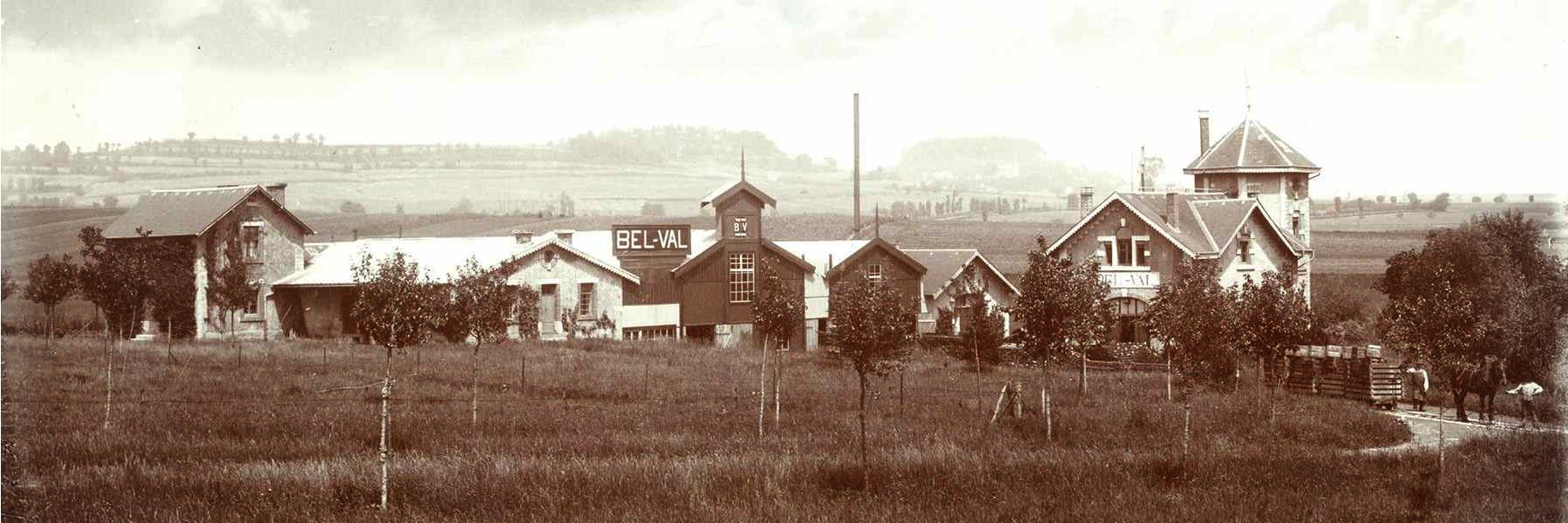
Vattenfabriken omkring 1907

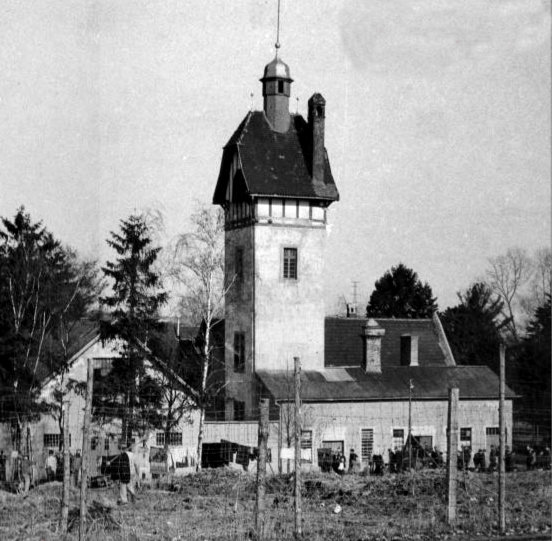
Krigsfångeläger under andra världskriget

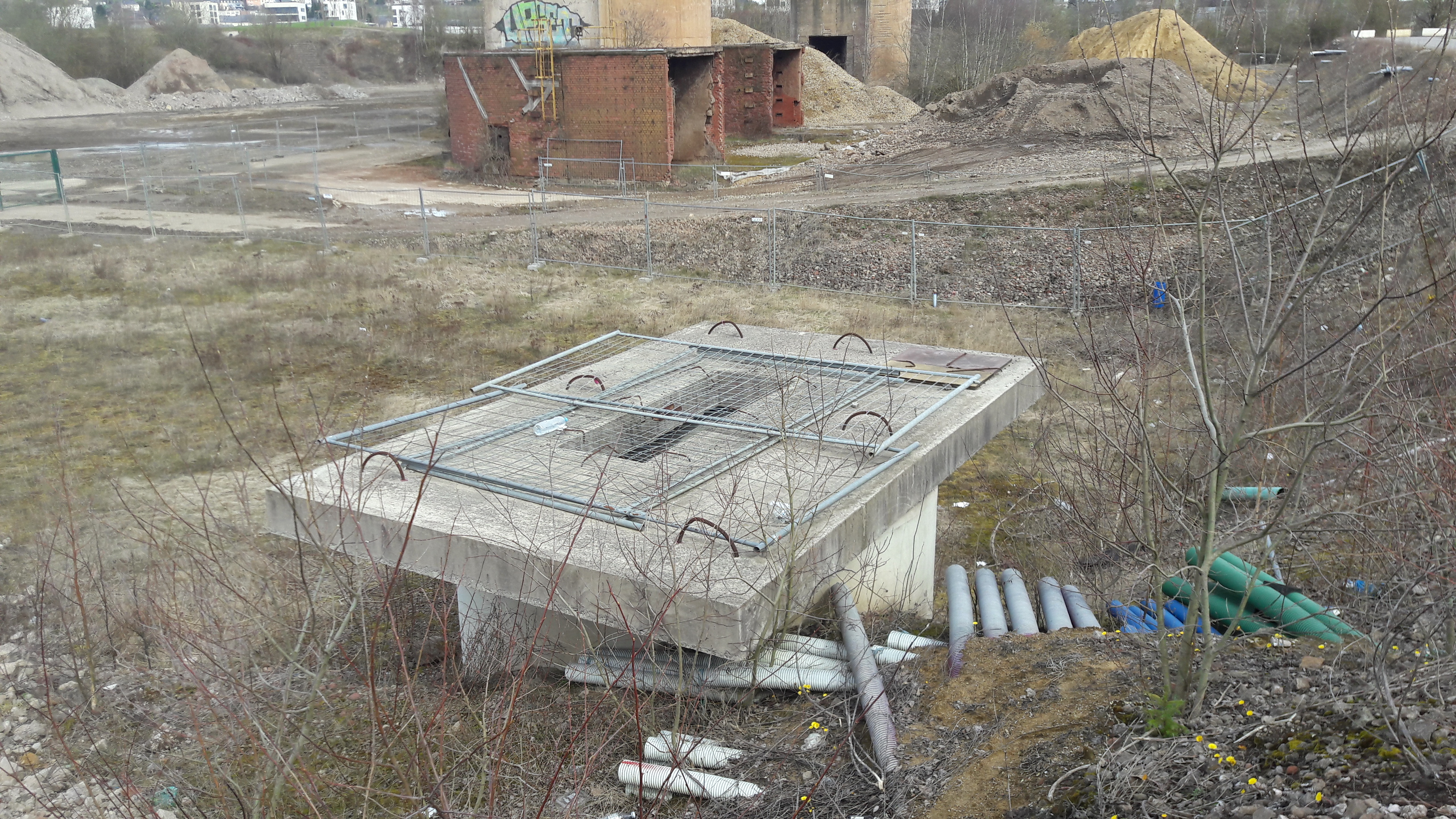
Kvarvarande betongfundament, 2018

Wasserquelle Bel-Val (franska: Source Bel-Val, luxemburgiska: Wasserquell Bel-Val) var en mineralvattenkälla i kantonen Esch-sur-Alzette i Luxemburg.
Mineralvattenkällan låg öster om byn Belvaux i kommunen Sanem väster om staden Esch-sur-Alzette och vid Luxemburgs gräns till Frankrike. Arbeds stålverk med masugnar i Belval byggdes omkring 1909 upp strax öster om källan. Idag finns den i omedelbar närhet av två kvarstående skorstenar från den tidigare fabriksanläggningen och delvis på skolan Lycée Bel-Vals parkeringsplats. Den frilades 2002 och försågs med ett betonglock.
Källan upptäcktes av juristen och ämbetsmannen Joseph Steichen (1855-1938), som 1885 hade ärvt en bondgård på platsen. Han började utnyttja den kommersiellt 1893 och döpte den till Bel-Val med hänsyftning till den närliggande byn Belvaux (luxemburgiska: Besen). År 1897 hade vattenfabriken en personalstyrka på 30 personer. År 1902 grundades Société anonyme générale des eaux minérales de Bel-Val, ersatt av Compagnie des Eaux minérales de Bel-Val 1919.
Bel-Val byggdes upp till ett fabriksområde med fabriksbyggnader, ett vattentorn och ett filtreringstorn, en villa för ägaren, en för fabrikschefen samt arbetarbostäder. Ett fabriksspår anslöt anläggningen till järnvägsstationen i Belvaux.
Vattenfabriken utnyttjade ett naturligt mineralvatten, som håller en temperatur på 10 grader och som tappades för försäljning i Belgien och utomlands på halvliters- och litersflaskor. Året 1924/1925 buteljerades två miljoner flaskor, vilket var den högsta årsproduktionen.
År 1935 lades produktionen ned under depressionen och 1935 upplöstes företaget. År 1937 köptes marken och byggnaderna av Arbed för framtida expansion av Hüttenwerk Esch/Belval.
Åren 1943–1943 användes anläggningen som krigsfångeläger för ryska och andra krigsfångar från östfronten, vilka tvångsarbetade på stålverket. Efter befrielsen av de allierade utnyttjades lägret fram till 1947 för att internera kollaboratörer, vilka benämndes "Gielemännercher" på luxemburgiska efter den gulbruna färgen på sina uniformer. År 1958 revs resterna av fabriken och bostadshuset. I början av 1990-talet restes där nya fabriksbyggnader och de två röda fabriksskorstenar, som står kvar idag.